# Galeazzo I Visconti

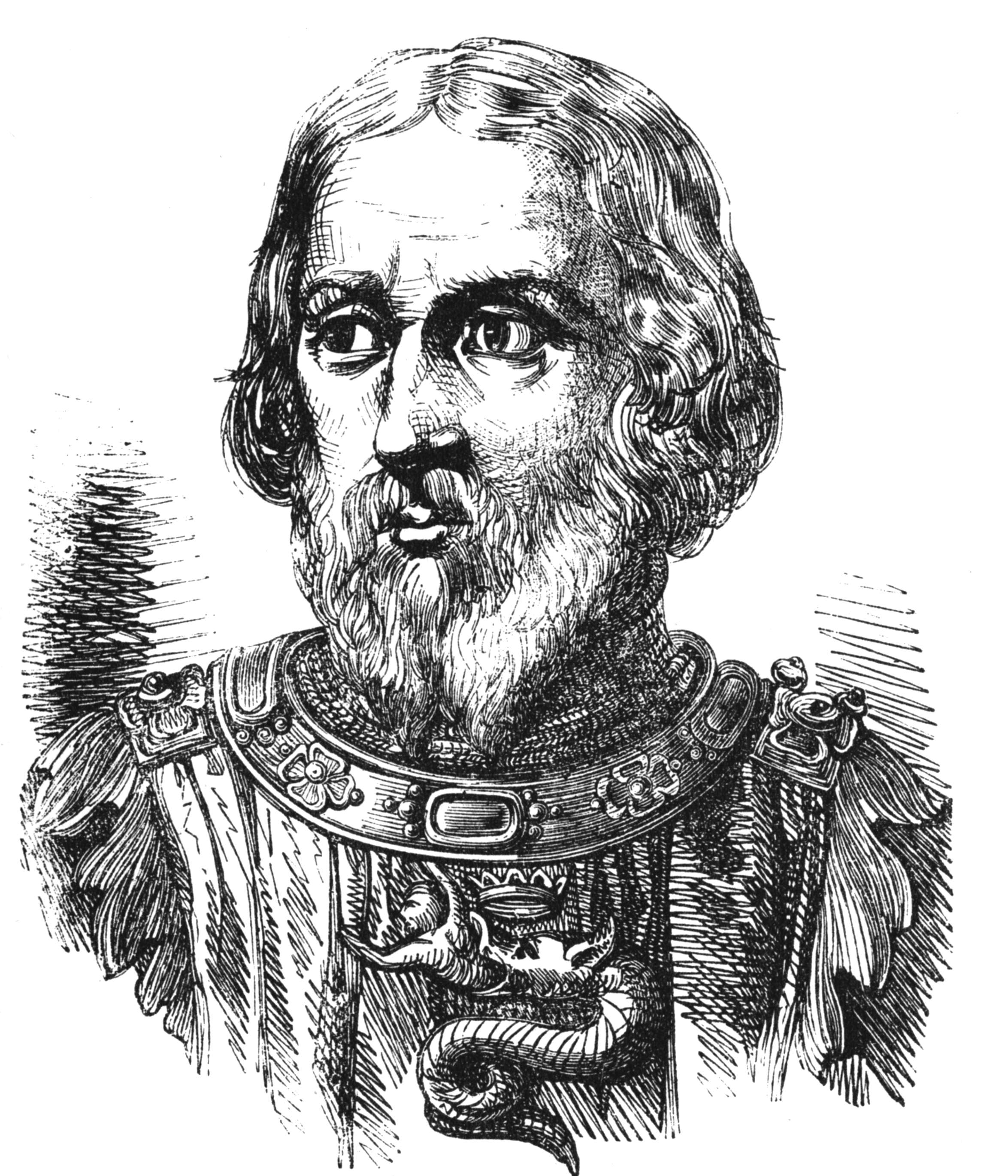
Galeazzo I Visconti según un grabado del

Galeazzo I Visconti (21 de enero de 1277 - 6 de agosto de 1328) fue señor de Milán de 1322 a 1327.

## Vida
Hijo de Mateo I Visconti y Bonacosa Borri. En 1301, los Visconti fueron obligados a abandonar Milán y se exiliaron en las cortes de las familias Este y Bonacolsi durante siete años. En 1322 Galeazzo fue nombrado capitán del pueblo de Milán, pero fue forzado a abandonar la ciudad por una revuelta incitada por su primo Lodrisio Visconti. Con el apoyo del emperador Luis IV, derrotó en Vaprio d'Adda a un ejército enviado contra él por el Papa Juan XXII. Al inicio de 1328, tras ser acusado de traición por su hermano Marco el emperador le encarceló en Monza. Fue liberado en marzo y se asiló en la corte del otro líder gibelino en la Italia de la época Castruccio Castracani. Sin embargo, Galeazzo murió en Pescia pocos meses después. Le sucedió su hijo Azzone Visconti.

## Descendencia
El 24 de junio de 1300 se casó con Beatriz de Este, hija de Obizzo II de Este.
El matrimonio tuvo dos hijos:
-Azzone Visconti, Señor de Milán 1302-1339 se casó con Catalina de Saboya-Vaud 1324-1388 (hija de Luis II de Saboya-Vaud)
-Ricarda Visconti que se casó con Tomás II de Saluzzo.
| Predecesor: Mateo I Visconti | Señor de Milán 1322 - 1327 | Sucesor: Azzone Visconti |